# Galtellì
Galtellì är en ort och kommun i provinsen Nuoro i regionen Sardinien i sydvästra Italien. Kommunen hade 2 440 invånare (2017).